# Rogersburg
Rogersburg az Amerikai Egyesült Államok északnyugati részén, Washington állam Asotin megyéjében elhelyezkedő önkormányzat nélküli település.
Rogersburg postahivatala 1912 és 1939 között működött. A település nevét G. A. Rogers földbirtokosról kapta.

## Fordítás
Ez a szócikk részben vagy egészben  a   Rogersburg, Washington című angol Wikipédia-szócikk ezen változatának fordításán alapul.  Az eredeti cikk szerkesztőit annak laptörténete sorolja fel. Ez a jelzés csupán a megfogalmazás eredetét és a szerzői jogokat jelzi, nem szolgál a cikkben szereplő információk forrásmegjelöléseként.